# Michele Ruggieri

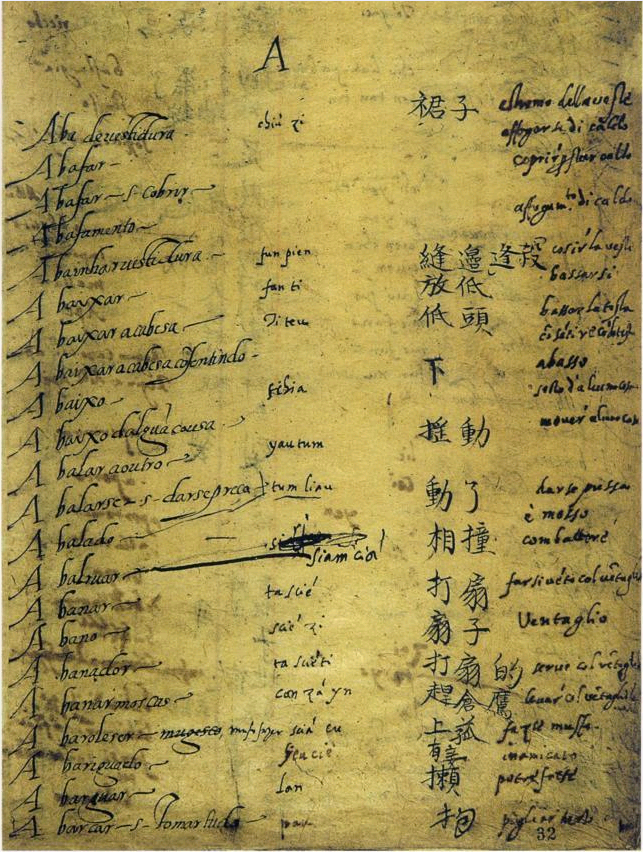
„Słownik chińsko-portugalski” autorstwa Ricciego i Ruggieriego

Michele Pompilio Ruggieri (Ruggeri, chiń. upr. 罗明坚; chiń. trad. 羅明堅; pinyin Luó Míngjiān; ur. 28 października 1543 w Spinazzoli, zm. 11 maja 1607 w Salerno) – włoski jezuita, misjonarz, kartograf i sinolog.

## Biografia
Pompilio Ruggieri urodził się w Spinazzoli w prowincji Bari, w Królestwie Neapolu 28 października 1543. Rodzicami byli Ludovico i Giulia Fanella. Pompilio studiował na Uniwersytecie w Neapolu, zdobywając tytuł doktora obojga praw. Pracował w hiszpańskiej administracji rządowej, będąc poddanym króla Filipa Habsburga. Do jezuitów wstąpił 28 października 1572, przyjmując imię zakonne Michele (pol. Michał). Śluby złożył 18 października 1573. Studia filozoficzno-teologiczne odbył w Kolegium Rzymskim, gdzie również studiował logikę i matematykę. Święcenia kapłańskie przyjął w 1578 roku.
O. Michele został wysłany pod koniec marca 1578 roku do Indii Wschodnich. Wyruszył z portu w Lizbonie. W jezuickiej grupie misyjnej byli również: przyszły męczennik Rudolf Acquaviva oraz sługa Boży Matteo Ricci. Ruggieri trafił najpierw do Malabaru, gdzie uczył się tamilskiego. W 1579 roku, dzięki zauważonym zdolnościom do nauki języków obcych, decyzją wizytatora Alessandro Valignano, wyruszył do Makau, by przygotować się do misji wśród Chińczyków poprzez naukę mandaryńskiego. Studia o. Ruggieriego i pozostawanie poza głównym domem wspólnoty zakonnej w Makau, spotykało się z niechęcią pozostałych jezuitów. Dopiero w 1587, za generalatu Claudio Acquavivy, jezuici uznali słuszność w obowiązkowym uczeniu się języka chińskiego przez misjonarzy przeznaczonych do pracy ewangelizacyjnej wśród Chińczyków.
Ruggieri osiągnął dobrą znajomość języka i w 1580 zaczął podróżować wraz z kupcami portugalskimi do Kantonu. W 1581 roku jezuita otrzymał pozwolenie na zamieszkanie w obrębie murów miejskich w świątyni za siedzibą dyplomatów syjamskich. W Kantonie Ruggieri spotkał się 2 maja 1582 roku z hiszpańskim jezuitą Alonsem Sánchezem. O. Ruggieri był jednym z pierwszych chrześcijańskich misjonarzy, którzy przybyli do Chin kontynentalnych za czasów dynastii Ming.
Latem 1582 przybyli z Indii do Makau jezuici Francesco Pasio i Matteo Ricci. Obaj, uzyskawszy wcześniej pozwolenie mandaryna Rui, zamieszkali w świątyni buddyjskiej w Zhaoqing, gdzie odprawili mszę. 8 lutego 1583 roku zostali jednak zmuszeni do powrotu do Makau.
Ruggieri z Riccim powrócili do Zhaoqing 10 września 1583 roku. W latach 1583–1584 Ruggieri często podróżował między Makau a Zhaoqing, zbierając fundusze na budowę kościoła. W tym okresie zakonnicy pracowali nad słownikiem portugalsko-chińskim. W 1584 roku wydrukowano po chińsku teksty „Dekalogu” oraz modlitw: „Ojcze nasz”, „Zdrowaś Maryjo” oraz „Credo”. W listopadzie 1584 roku ukazał się „Katechizm” Ruggieriego w języku chińskim. Była to pierwsza książka wydana przez Europejczyka w Chinach. Katechizm Ruggieriego liczył 43 strony. Wydrukowano 3 tys. kopi. Był podzielony na 16 sekcji w formie dialogu mnicha ze słuchaczem. Pierwsze cztery przedstawiają naturę Pana Niebios. Kolejne mówią o upadku człowieka, o nieśmiertelności duszy i miejscach przebywania po śmierci. Następnie mowa jest o stworzeniu, wcieleniu i odkupieniu, sakramentach. Katechizm przytacza „Dekalog” oraz modlitwę „Zdrowaś Maryjo”. Ruggieri zaadaptował w ekspozycji terminy z duchowości buddyjskiej, chociaż „Katechizm” jest w swej wymowie antybuddyjski.
Podróżując, o. Ruggieri odwiedził Guangdong i Zhejiang. 23 stycznia 1586 roku dotarł do Shaoxing. Misjonarz został oskarżony o cudzołóstwo, następnie uniewinniony. 20 listopada 1588 wyruszył z Makau do Rzymu. 13 września 1589 roku przybył do Lizbony, w grudniu gościł na dworze królewskim w Madrycie. Przejeżdżając przez Walencję, Genuę i Neapol, 25 czerwca 1589 roku dotarł do Rzymu, gdzie spotkał generała Acquavivę. Oddał generałowi list od wizytatora Alessandra Valignana, zawierający negatywną opinię o sensie przebywania ponad czterdziestoletniego Ruggiergiego na misji. Wizytator podważał również umiejętności językowe misjonarza. Od 1593 Ruggieri mieszkał w Salerno. Zmarł 11 maja 1607 roku.
Opierając się na zdobytej w Chinach  wiedzy i bogatym materiale zebranym podczas podróży, o. Ruggieri przystąpił do tworzenia atlasu, pierwszego europejskiego atlasu Chin. Jego mapy odnaleziono w 1985 roku w Państwowym Archiwum w Rzymie, zbadano i, choć niepodpisane, przypisano autorowi.